# 고흥고등학교
고흥고등학교(高興高等學校)는 대한민국 전라남도 고흥군 고흥읍 호형리에 있는 공립 고등학교이다.

## 학교 연혁
- 1974년 12월 27일 : 고흥여자실업고등학교 설립 인가
- 1975년 3월 11일 : 개교
- 1978년 3월 1일 : 고흥여자상업고등학교로 교명 변경
- 1993년 1월 7일 : 고흥고등학교로 교명 변경
- 2024년 3월 1일 : 제20대 신훈 교장 부임
- 2025년 2월 6일 : 제47회 졸업(본교 115명) 총 졸업생 수 11,530명
- 2025년 3월 4일 : 입학(남 59명, 여 63명 총 122명)

## 참고 자료
- 고흥고등학교 - 한국교육학술정보원 학교알리미